# Одинадцятикутник

Правильний одинадцятикутник

Одинадцятикутник - багатокутник з одинадцятьма кутами. Одинадцятикутник також називають будь-який предмет, що має таку форму.

## Площа одинадцятикутника без самоперетинів
Площа одинадцятикутник без самоперетинів, заданого  координатами вершин, визначається за загальною для багатокутників формулою.

## Опуклий одинадцятикутник
Опуклим одинадцятикутником називається такий одинадцятикутник, у якого все його точки лежать по одну сторону від будь-якої  прямий, що проходить через дві його сусідні  вершини.
Сума внутрішніх кутів опуклого одинадцятикутника дорівнює 1620 °.
{\displaystyle \sum _{i=1}^{11}{\alpha _{i}=}(11-2)\cdot 180^{\circ }=9\cdot 180^{\circ }=1620^{\circ }}

## Побудова одинадцятикутника
Правильний одинадцятикутник не можна побудувати  за допомогою циркуля і лінійки. Однак, його можна побудувати за допомогою методу невсіса, якщо використовувати його разом з трисекцією кута, або з лінійкою з мітками, як показано на наступних двох прикладах.

Приблизна побудова одинадцятикутника.